# モンフォルテ・サン・ジョルジョ
モンフォルテ・サン・ジョルジョ（イタリア語: Monforte San Giorgio）は、イタリア共和国シチリア州メッシーナ県にある、人口約700人の基礎自治体（コムーネ）。

## 地理

### 位置・広がり
メッシーナ県北東部のコムーネ。県都メッシーナから西南西へ16kmの距離にある。

#### 隣接コムーネ
隣接するコムーネは以下の通り。
- フィウメディニージ
- メッシーナ
- ロッカヴァルディーナ
- ロメッタ
- サン・ピエール・ニチェート
- トッレグロッタ

## 行政

### 分離集落
モンフォルテ・サン・ジョルジョには、以下の分離集落（フラツィオーネ）がある。
- Monforte Marina, Monforte San Giorgio, Pellegrino